# Tiếp tân

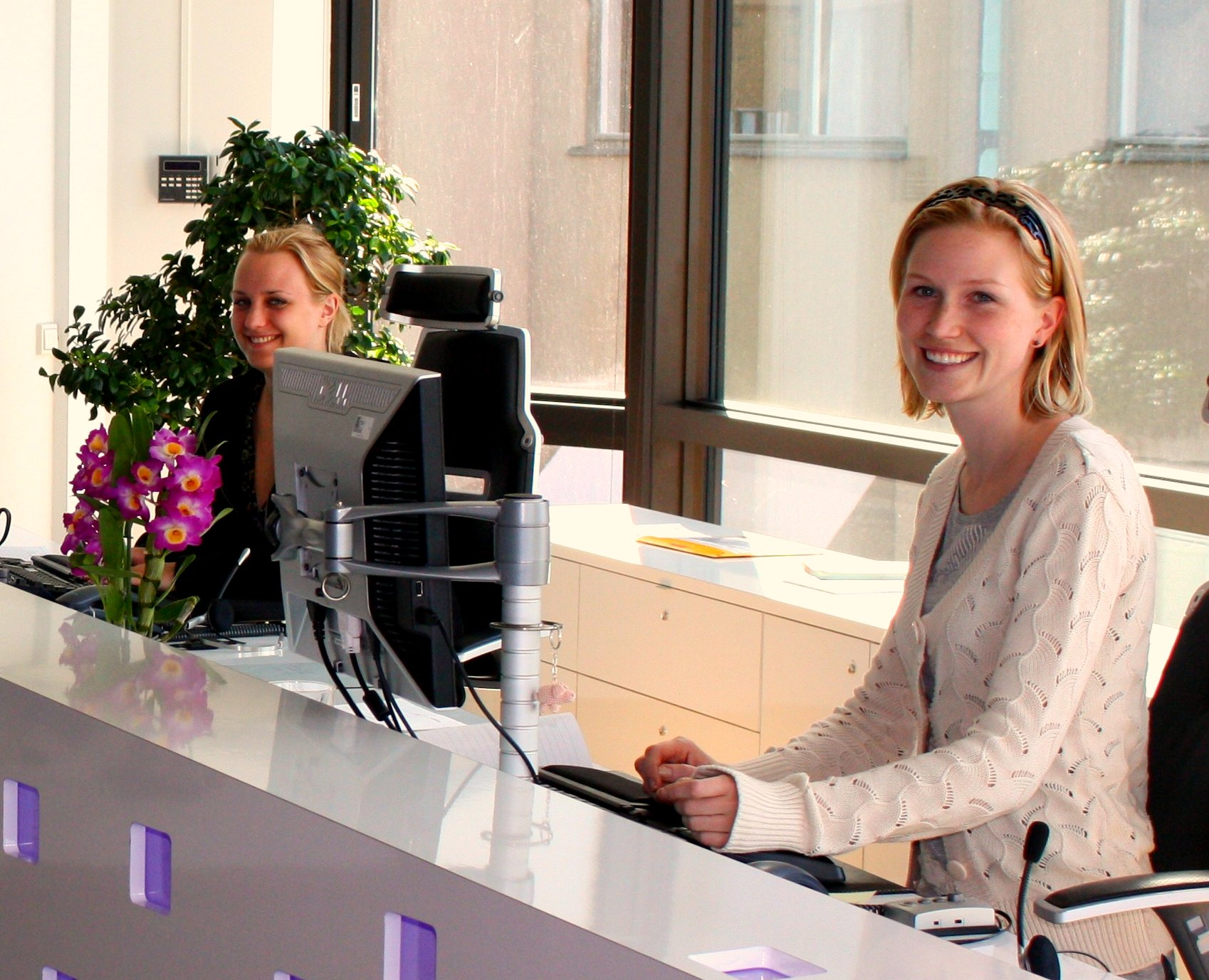
Hai nữ nhân viên lễ tân thân thiện ở Thụy Điển

Tiếp tân hay Lễ tân (Receptionist) là nhân viên đảm nhận vị trí hướng dẫn, hỗ trợ văn phòng hoặc hành chính. Công việc hướng dẫn thường được thực hiện tại khu vực chờ chẳng hạn như bàn tiền sảnh hoặc phòng lễ tân của một tổ chức, doanh nghiệp. Chức danh nhân viên lễ tân  (Front desk) được gán cho người được một tổ chức thuê để tiếp nhận, ghi danh hoặc chào hỏi bất kỳ du khách, bệnh nhân hoặc khách hàng nào và trả lời các cuộc gọi điện thoại đến để hướng dẫn, giải đáp thắc mắc. Cụm từ Lễ tân được sử dụng trong nhiều khách sạn dành cho bộ phận hành chính, nơi nhiệm vụ của lễ tân cũng có thể bao gồm thao tác đặt phòng và bố trí phòng, thu xếp lượt phòng, đăng ký khách, ghi danh, công việc thu ngân, kiểm tra tín dụng-thanh toán, gửi giữ hộ chìa khóa và dịch vụ đưa nhận thư và tin nhắn. Những nhân viên lễ tân như vậy thường được gọi là nhân viên lễ tân hay Lễ tân khách sạn. Nhân viên lễ tân đảm nhiệm nhiều lĩnh vực công việc để hỗ trợ các doanh nghiệp mà họ làm việc, bao gồm đặt lịch hẹn, lên lịch, nộp hồ sơ, lưu trữ hồ sơ và các nhiệm vụ công việc văn phòng khác.

## Giới thiệu

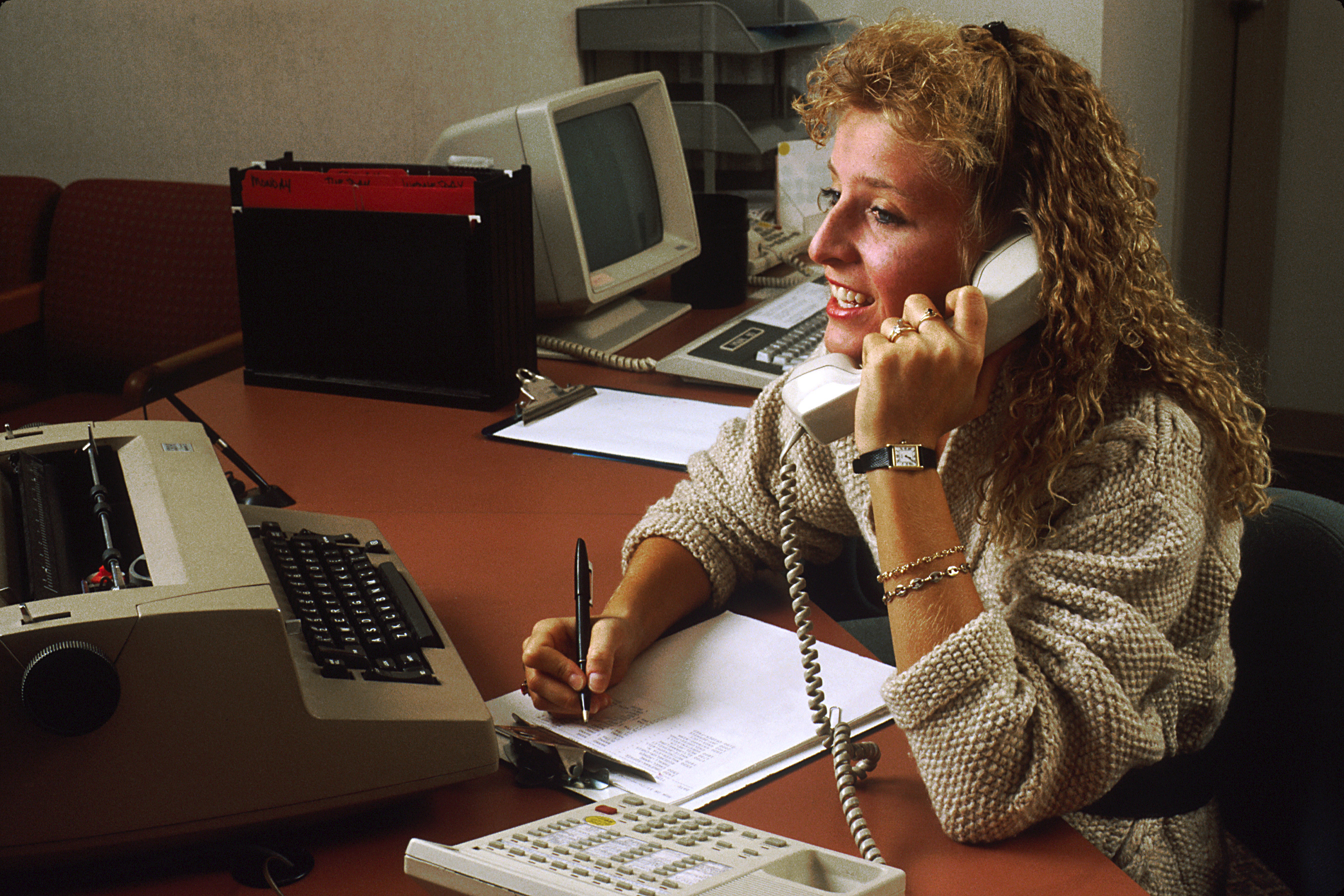
Một nữ tiếp tân ở Hoa Kỳ

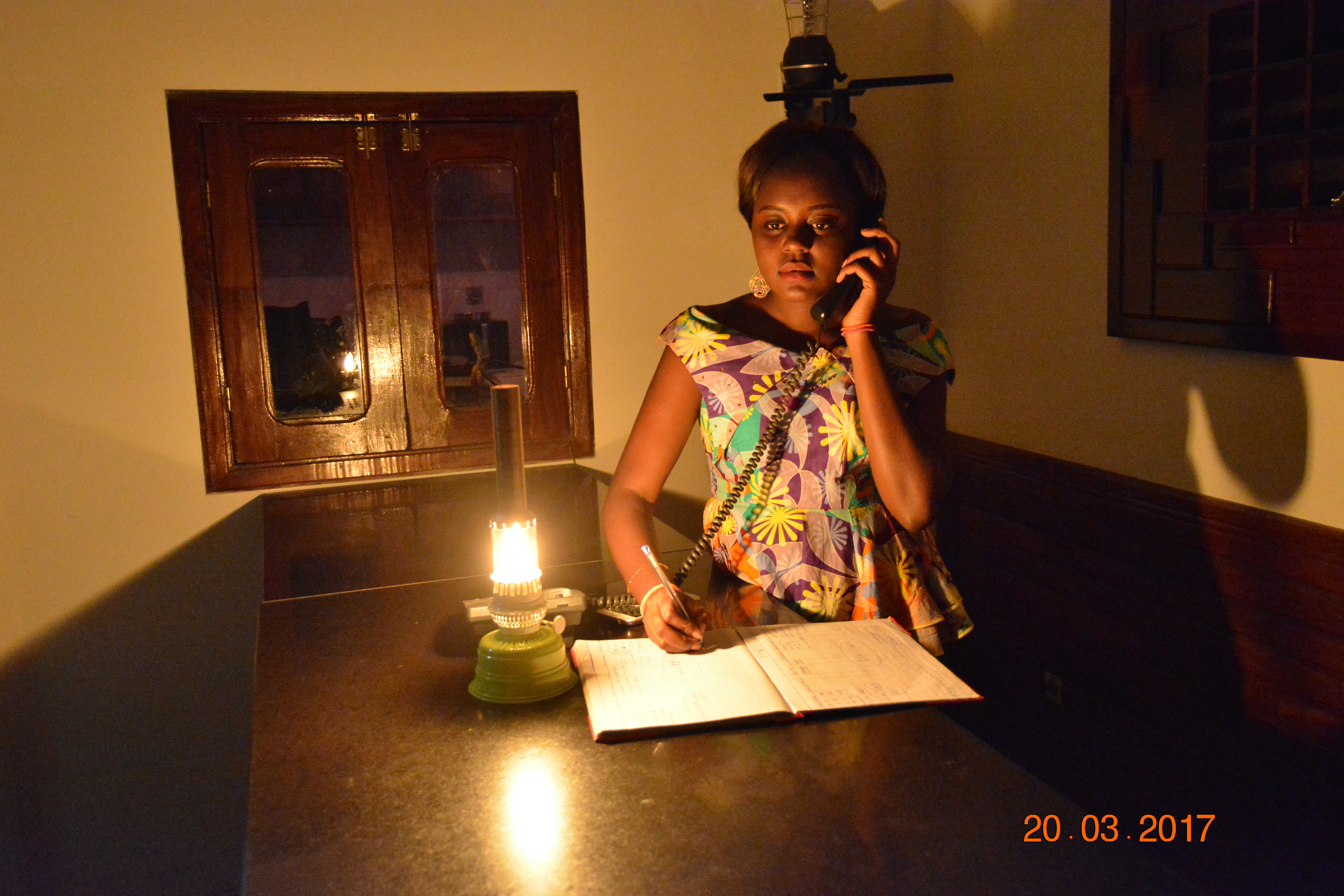
Nhân viên lễ tân khách sạn đang trực ca đêm

Nhiệm vụ kinh doanh của nhân viên lễ tân có thể bao gồm trả lời các câu hỏi, thắc mắc của khách về công ty và sản phẩm hoặc dịch vụ của công ty, tư vấn, hướng dẫn khách đến điểm đến của họ, phân loại và gửi thư, trả lời các cuộc gọi đến trên điện thoại nhiều đường dây hoặc vào đầu thế kỷ 20, là nhiệm vụ của một tổng đài, đặt lịch hẹn, sắp xếp hồ sơ, lưu trữ hồ sơ, đánh máy/nhập dữ liệu và thực hiện nhiều công việc văn phòng khác, chẳng hạn như gửi fax hoặc gửi email. Một số nhân viên lễ tân cũng có thể thực hiện nhiệm vụ ghi chép, biên bản, quản lý sổ sách hoặc thu ngân. Một số, nhưng không phải tất cả, các văn phòng có thể yêu cầu nhân viên lễ tân phục vụ cà phê hoặc trà, nước cho khách và giữ cho khu vực tiền sảnh gọn gàng.
Nhân viên lễ tân cũng có thể đảm nhận một số chức năng kiểm soát truy cập bảo vệ cho một tổ chức bằng cách xác minh danh tính nhân viên, cấp thẻ cho khách thăm quan, để ý, quan sát và báo cáo về bất kỳ người nào khả nghi hoặc hoạt động bất thường hoặc đáng ngờ nào, như vậy là kiêm luôn nhiệm vụ của nhân viên bảo vệ. Nhân viên lễ tân thường là người liên hệ kinh doanh đầu tiên mà một người sẽ gặp đầu tiên ở bất kỳ tổ chức nào. Vì là bộ mặt của tổ chức nên các tổ chức thường mong đợi nhân viên lễ tân luôn có thái độ điềm tĩnh, lịch sự, niềm nở, ân cần, hiếu khách và chuyên nghiệp, bất kể hành vi của khách có như thế nào. Một số phẩm chất cá nhân mà nhân viên lễ tân cần có để thực hiện công việc thành công bao gồm sự chu đáo, ngoại hình chỉn chu, có nhan sắc, sự chủ động, đáng tin, chín chắn, tế nhị, giữ bí mật, kín tiếng, và sự thận trọng, thái độ tích cực và đáng tin cậy. Đôi khi, công việc có thể căng thẳng do lễ tân phải tiếp xúc với nhiều người với nhiều tính cách khác nhau và phải thực hiện, hoàn thành nhiều nhiệm vụ cùng lúc một cách nhanh chóng.